# Three Fragments for Band
Three Fragments for Band is een compositie voor harmonieorkest van de Japanse componist Hiroaki Kuwahara
Dit werk werd op cd opgenomen door de Koninklijke Militaire Kapel onder leiding van Pierre Kuijpers.